# Quicksilver Messenger Service (album)
Quicksilver Messenger Service – debiutancki album amerykańskiego zespołu Quicksilver Messenger Service. Nagrania powstawały w 1968, album ukazał się w maju 1968, nakładem wytwórni Capitol.

## Muzycy
- John Cipollina – gitara prowadząca
- Gary Duncan – gitara, śpiew
- David Freiberg – gitara basowa, śpiew, altówka
- Greg Elmore – perkusja

## Lista utworów
Strona A
| 1. | "Pride of Man" (Hamilton Camp)                     | 4:08  |
|    |                                                    |       |
| 2. | "Light Your Windows" (Gary Duncan, David Freiberg) | 2:38  |
|    |                                                    |       |
| 3. | "Dino's Song" (Dino Valenti)                       | 3:08  |
|    |                                                    |       |
| 4. | "Gold and Silver" (Gary Duncan, Steve Schuster)    | 6:43  |
|    |                                                    |       |
|    |                                                    | 16:37 |
|    |                                                    |       |
Strona B
| 1. | "It's Been Too Long" (Nick Gravenites, sł. Ron Polte) | 3:01  |
|    |                                                       |       |
| 2. | "The Fool" (Gary Duncan, David Freiberg)              | 12:07 |
|    |                                                       |       |
|    |                                                       | 15:08 |
|    |                                                       |       |

## Informacje uzupełniające
- Produkcja – Nick Gravenites, Harvey Brooks, Pete Welding
- Projekt okładki – Rick Griffin
- Zdjęcia – Jim Marshall